# آیلار لی
آیلار (شراره) دیانتی لی (به نروژی: Aylar Dianati Lie) (زاده ۱۲ فوریه ۱۹۸۴ در ایران) با نام هنری دیانا مُدل نروژی است. او هم‌اکنون بازیگر موزیک ویدئو و خواننده است.

## دوران کودکی و نوجوانی
آیلار دیانتی در ۲۵ بهمن سال ۱۳۶۲ ه‍.ش در شهر تهران زاده شد.[15]
او در سن ۳ سالگی به نروژ فرستاده شد و والدینی نروژی او را بزرگ کردند. او در ۱۶ سالگی برای دیدن پدرش سفری به ایران داشت اما بر خلاف میلش، ۲ سال در ایران نگه داشته شد، او سپس پیش مادرش به ایالات متحده رفت و در آمریکا به مواد مخدر روی آورد و مدتی در فیلم‌های پورنو متعدد بازی نمود. سرانجام پس از مدتی تصمیم گرفت که به پیش پدرخواندهٔ خود در نروژ بازگردد.

## بازیگری فیلم پورنو
آیلار لی در آمریکا در تعدادی فیلم پورنو بازی کرده‌است. وی توضیح داد که او این تصمیم را در دوران سختی از زندگی خود گرفته و ای کاش می‌توانست کاری کند که آن‌ها را از گذشتهٔ خود پاک کند.   
آیلار لی بابت بازی در فیلم های پورن احساس شرمندگی میکند.

## شرکت در مسابقات دختر شایستهٔ نروژ
در سال ۲۰۰۴ وی در مسابقات دختر شایستهٔ نروژ شرکت کرد، اما برگزارکنندگان مراسم وقتی پی بردند که وی پیش‌تر در فیلم‌های پورنوی متعددی ظاهر شده‌است، صلاحیت او را برای شرکت در مسابقه رد کردند.

## ادعای رابطهٔ جنسی با رابی ویلیامز
دیانتی، در دسامبر ۲۰۰۴ مدعی شد که با رابی ویلیامز ستارهٔ انگلیسی موسیقی پاپ روابط جنسی داشته‌است. اما این ادعای وی توسط ویلیامز و مدیر برنامه‌هایش به شدت رد شد.
در سال ۲۰۰۵ وی یکی از میهمانان ثابت سریال تلویزیونی برادر بزرگ (سوئد مقابل نروژ) بود.

## مسئلهٔ بازگشت به ایران
دیانتی در یک مصاحبه گفته‌است که می‌خواهد به ایران برود و پدرش را ببیند اما می‌گوید به دلیل تهدید شدن به مرگ نمی‌تواند به ایران بازگردد. گرچه او در مصاحبهٔ دیگری ممنوعیت ورودش به ایران به دلیل بازی کردن فیلم پورنو را تکذیب کرده‌است.

## موسیقی
دیانتی در سال ۲۰۰۶ با بازخوانی ترانهٔ «پسرها (عشق دوران تابستان)» که یکی از کارهای پرطرفدار سابرینا خوانندهٔ پاپ ایتالیایی در دههٔ ۸۰ میلادی است، وارد دنیای موسیقی شد.
وی در ترانه‌های اکنون تو رفته‌ای، همه چیزی که من خواسته‌ام، فرشته در شب، دلم برات تنگ شده، هر صبح و من به خودم قول دادم با خوانندگی بیس‌هانتر بازی کرده‌است. وی بعدها با آرش خوانندهٔ ایرانی نیز آهنگی به نام «دست‌ها بالا» خوانده و موزیک ویدئوی آن از شبکه‌های مختلف پخش می‌شود. همچنین هم‌اکنون آهنگ‌هایی را ساخته و ارائه داده‌است.

## فیلم‌شناسی
فیلم پورن
- ۲۰۰۲: Throat Gaggers ۳
- ۲۰۰۲: Pink Pussycats ۱
- ۲۰۰۲: Breakin' 'Em In ۳
- ۲۰۰۲: Brand New ۱
- ۲۰۰۲: Eighteen 'N Interracial ۲
- ۲۰۰۲: Just Over Eighteen ۵
- ۲۰۰۲: Little White Chicks... Big Black Monster Dicks ۱۷
- ۲۰۰۲: Racks and Blacks Going into Your Flaps
- ۲۰۰۳: Cum Dumpsters ۳
- ۲۰۰۳: Cock Smokers ۴۹

فیلم بلند
- ۲۰۰۷: Dådyr
- ۲۰۱۰: Yohan: The Child Wanderer

نماهنگ
- ۲۰۰۷: Sunblock - First Time (Music Video)
- ۲۰۰۷: Yousef feat. Aylar – "Mamacita"
- ۲۰۰۷: Basshunter – Now You're Gone (Music Video)
- ۲۰۰۸: Basshunter - All I Ever Wanted (Music Video)
- ۲۰۰۸: Basshunter - Angel In The Night (Music Video)
- ۲۰۰۸: Basshunter - I Miss You (Music Video
- ۲۰۰۹: Basshunter - Every Morning (Music Video)
- ۲۰۰۹: Basshunter - I Promised Myself (Music Video)
- ۲۰۰۹: Basshunter - Jingle Bells (Music Video)
- ۲۰۱۰: Arash - Dasa Bala feat. Timbuktu, Aylar & YAG (Music Video directed and edited by Fred Khoshtinat)
- ۲۰۱۰: Aylar Lie feat. Ocean Drive - Some People[۱۵]
- ۲۰۱۲: Basshunter - Northern Light (Music Video)